# Carmen Collado López
Carmen Collado López (* 6. Mai 1942 in Havanna) ist eine kubanische Musikpädagogin und Chorleiterin.
Collado studierte am Conservatorio Amadeo Roldán bei Margot Rojas Mendoza und erwarb ein Diplom für Chorleitung und Musikpädagogik an der Hochschule für Musik Hanns Eisler Berlin. Von 1960 bis 1962 war sie Assistentin der Leitung des Kinderchores der kubanischen Nationalbibliothek, danach wirkte sie in gleicher Funktion beim Chor des Konservatoriums von Havanna.
1966 gründete sie das Departement Chor der Direktion der Kunstschulen Kubas. Sie entwickelte Programme zur Thematik des Chorgesanges und der Chorleitung und gründete und leitete in den Folgejahren zahlreiche Chöre. So leitete bzw. leitet sie den Kinder-, Frauen- und den gemischten Chor des Conservatorio Amedeo Roldán (1963–1968, 1972–1983 bzw. 1971–1983), den Chor des Instituto Superior de Arte an der Universidad de las Artes (ab 1976), den Chor der Universidad de La Habana (1986–1994), den Amatis-Chor am Centro Nacional de Música de Concierto (ab 1994) und den Chor Polifónico de La Habana des Centro Provincial de la Música “Antonio María Romeu”  (ab 1999).
Als Gastdirigentin arbeitete sie u. a. mit Chören in der Dominikanischen Republik, in Nicaragua, Bulgarien. Deutschland und Venezuela. Sie wirkte als Jurorin bei Chorwettbewerben und Rednerin bei Konferenzen in Lateinamerika und Europa, war Professorin für Chorleitung an der Musikfakultät des ''Instituto Superior de Arte und Mitglied des kubanischen Komitees beim Internationalen Musikrat der UNESCO. Komponisten wie Leo Brouwer, Roberto Valera und Electo Silva widmeten ihr Werke für ihre Choraufführungen, und sie wurde u. a. mit der Medalla por la Educación en Cuba (1983), dem Premio Nacional de Cultura Comunitaria (2003) und der Medalla Alejo Carpentier (2003) ausgezeichnet.